# Scott Quigley
Scott Quigley (ur. 2 września 1992 w Shrewsbury) – angielski piłkarz, pomocnik, zawodnik The New Saints F.C.